# Karel Bejbl
Karel Bejbl (17. ledna 1906 Žižkov – 14. března 1962) byl český fotbalista, útočník, československý reprezentant.

## Hráčská kariéra
Hrál za AFK Vršovice (budoucí Bohemians), s výjimkou let 1926–1928, kdy si odskočil do Slavie Praha.
Za československou reprezentaci odehrál v letech 1927–1931 deset utkání a vstřelil 10 branek (dosáhl tak mimořádného průměru 1 gól na zápas).
Český sportovní novinář a historik Zdeněk Šálek o něm v encyklopedii Slavné nohy napsal: "Technický hráč, dirigent útoku, pohotový střelec."

## Trenérská kariéra
Po skončení hráčské kariéry se věnoval trénování. V roce 1957 vedl československou fotbalovou reprezentaci v zápase s Rakouskem, kdy zaujal místo nemocného Antonína Rýgra. Po jeho boku stál na lavičce ještě ve dvou dalších zápasech.